# Tian Viljoen
Christiaan Tian Viljoen, né le 10 avril 1961 à Pretoria, est un joueur de tennis professionnel sud-africain.
Au cours de sa très courte carrière (il a joué à peine 40 tournois), il s'est notamment distingué par sa collaboration avec son compatriote Danie Visser puisqu'ils ont atteint trois huitièmes de finale en Grand Chelem, trois finales sur le circuit ATP dont La Quinta en 1983 et remporté un tournoi Challenger à Lee-on-the-Solent en 1982.
En simple, il est quart de finaliste à Johannesburg en 1981 et se qualifie pour le tournoi de Wimbledon en 1983 où il atteint le second tour après avoir écarté Rod Frawley (7-6, 2-6, 7-6, 5-7, 9-7).

## Palmarès

### Finales en double messieurs
| No | Date       | Nom et lieu du tournoi              | Catégorie | Dotation  | Surface      | Vainqueurs                   | Partenaire   | Score         |  |
| -- | ---------- | ----------------------------------- | --------- | --------- | ------------ | ---------------------------- | ------------ | ------------- |  |
| 1  | 17-05-1982 | BMW Open Munich                     |           | 75 000 $  | Terre (ext.) | Chip Hooper Mel Purcell      | Danie Visser | 6-4, 7-6      |  |
| 2  | 21-02-1983 | Congoleum Classic La Quinta         |           | 200 000 $ | Dur (ext.)   | Brian Gottfried Raúl Ramírez | Danie Visser | 6-3, 6-3      |  |
| 3  | 12-09-1983 | Tournoi de tennis de Sicile Palerme |           | 100 000 $ | Terre (ext.) | Pablo Arraya José Luis Clerc | Danie Visser | 1-6, 6-4, 6-4 |  |

## Parcours dans les tournois duGrand Chelem

### En simple
| Année | Open d'Australie | Open d'Australie | Internationaux de France | Internationaux de France | Wimbledon      | Wimbledon   | US Open | US Open |
| ----- | ---------------- | ---------------- | ------------------------ | ------------------------ | -------------- | ----------- | ------- | ------- |
| 1983  | —                | —                | —                        | —                        | 2e tour (1/32) | M. Wilander | —       | —       |

N.B. : à droite du résultat se trouve le nom de l'ultime adversaire.

### En double
| Année | Open d'Australie | Open d'Australie | Internationaux de France | Internationaux de France | Wimbledon                 | Wimbledon             | US Open                  | US Open             |
| ----- | ---------------- | ---------------- | ------------------------ | ------------------------ | ------------------------- | --------------------- | ------------------------ | ------------------- |
| 1981  | —                | —                | —                        | —                        | 1er tour (1/32) D. Visser | C. Skakle J. Yuill    | —                        | —                   |
| 1982  | —                | —                | 1/8 de finale D. Visser  | B. Guan D. Tarr          | 1/8 de finale D. Visser   | J. Lloyd D. Stockton  | 1/8 de finale D. Visser  | V. Amaya H. Pfister |
| 1983  | —                | —                | —                        | —                        | 2e tour (1/16) D. Visser  | A. Jarrett B. Mottram | 1er tour (1/32) R. Moore | D. Dowlen N. Odizor |
| 1984  | —                | —                | 1er tour (1/32) G. Urpi  | H. Leconte Y. Noah       | —                         | —                     | —                        | —                   |

N.B. : le nom du ou de la partenaire se trouve sous le résultat ; le nom des ultimes adversaires se trouve à droite.